# Прясна
Прясна (рум. Preasna) — село у повіті Келераш в Румунії. Входить до складу комуни Гурбенешть.
Село розташоване на відстані 45 км на схід від Бухареста, 56 км на захід від Келераші.

## Населення
За даними перепису населення 2002 року у селі проживали 196 осіб. Усі жителі села рідною мовою назвали румунську.
Національний склад населення села:
| Національність | Кількість осіб | Відсоток |
| -------------- | -------------- | -------- |
| румуни         | 158            | 80,6%    |
| цигани         | 38             | 19,4%    |